# Chaetopisthes fulvus
Chaetopisthes fulvus är en skalbaggsart som beskrevs av John Obadiah Westwood 1847. Chaetopisthes fulvus ingår i släktet Chaetopisthes och familjen Aphodiidae. Inga underarter finns listade i Catalogue of Life.